# 塩川一郎
塩川 一郎（しおかわ いちろう、1876年（明治9年）6月 - 没年不明）は、日本の実業家、長野県多額納税者。佐久鉄道、日本桃養各取締役。佐久銀行監査役。族籍は長野県平民。

## 人物
長野県人・塩川幸次郎の長男。1920年、家督を相続する。農業を営む。銀行会社の重役である。貴族院多額納税者議員選挙の互選資格を有する。住所は長野県北佐久郡三岡村（現小諸市）。

## 家族・親族
塩川家
- 父・幸次郎[4]（1849年 - ?、篤農家[7]、長野県多額納税者、大地主、佐久銀行監査役[5][8]）
- 母・まさ（1856年 - ?、長野、小山萬五郎の三女）[1][2]
- 妻・さと（1881年 - ?、長野、小山勝治の妹）[1][2][5]
- 子[1][2]

親戚
- 塩川賢三（深志倉庫社長）
- 塩川幸太[4]（衆議院議員）
- 塩川三四郎（藝備銀行頭取、北海道拓殖銀行副頭取）